# Monarquía Hispánica

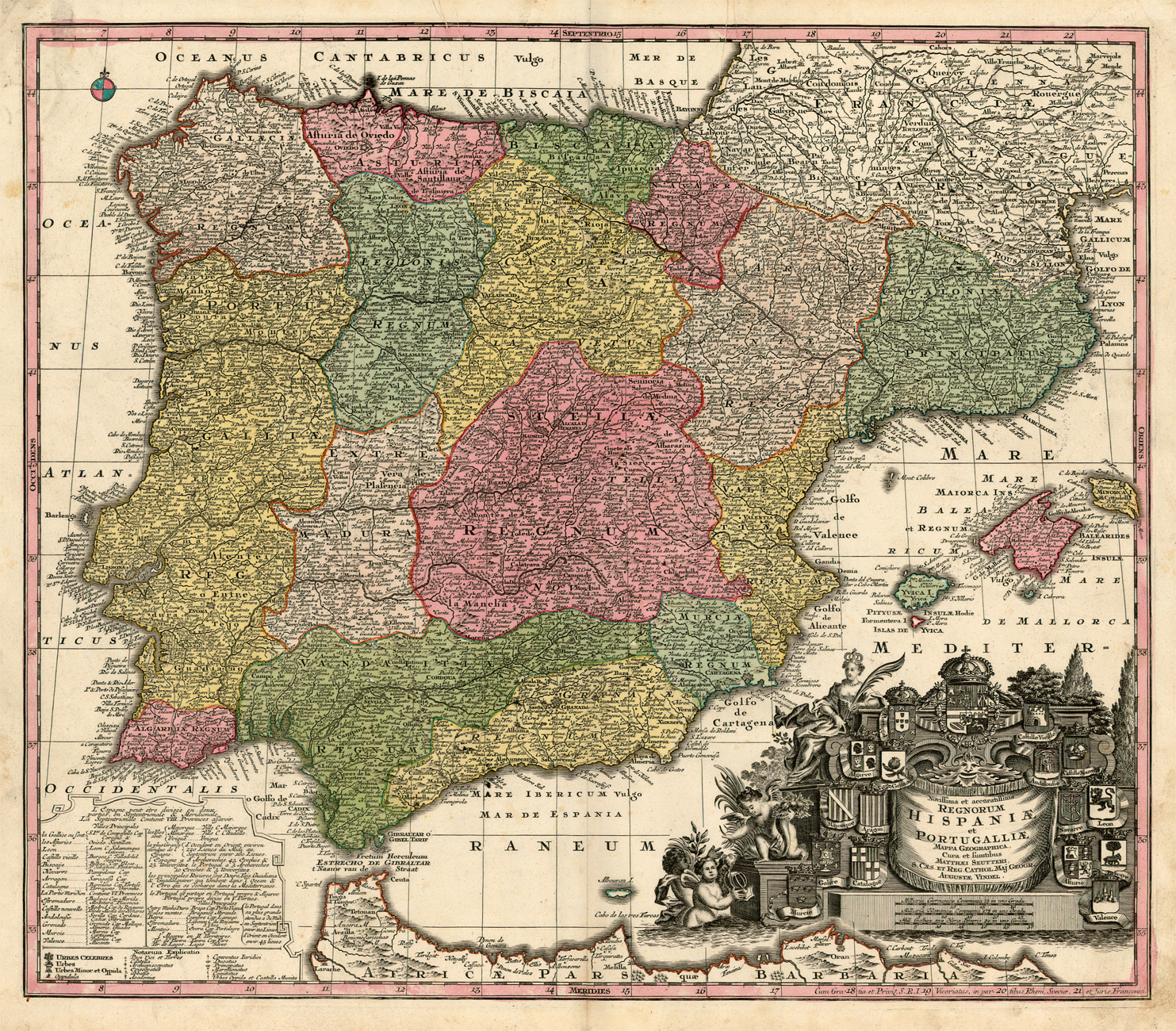
en, Novissima et Accuratissima Regnorum Hispaniae et Portugalliae Mappa Geographica..., Augsburg, 1734.

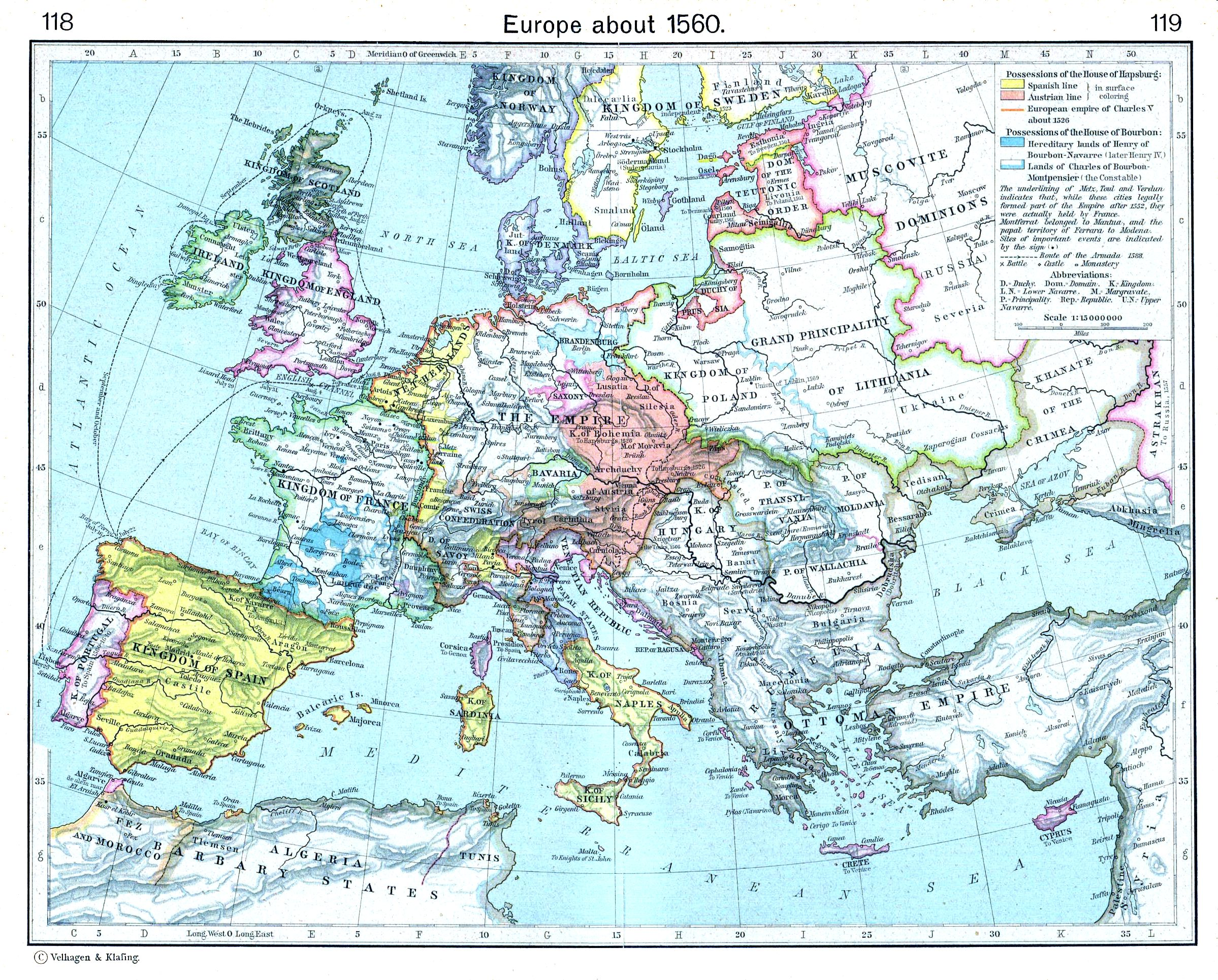
Europe about 1560, en The Historical Atlas de William R. Shepherd, 1923.
Las posesiones de la Monarquía Hispánica (Casa de Austria) en amarillo.

Monarquía Hispánica es un término utilizado en el ámbito académico, acuñado en el siglo XX a partir del latín Monarchia Hispanica (literalmente, monarquía española), que describe los dominios gobernados por el rey de España durante la dinastía de los Austrias. En documentos de la época, el imperio se denominaba en castellano Monarquía española o Monarquía de España, término que crece entre los historiadores. Algunos autores también hablan de Monarquía Católica, aunque dicho adjetivo procede de la confusión con el título de «rey católico» que recibieron los reyes de España desde el siglo XVI.
Se refiere al conjunto de territorios con sus propias estructuras institucionales y ordenamientos jurídicos, diferentes y particulares, y que se hallaban gobernados por igual por el mismo soberano, el rey de España, a través de un régimen polisinodial de consejos. El monarca español actuaba como rey —o, en su caso, con el correspondiente título—, según la constitución política de cada reino, Estado o señorío. Por tanto, su poder formal variaba de un territorio a otro, pero actuaba como monarca de forma unitaria sobre todos ellos.
La Monarquía incluía la Corona de Castilla —con Granada, Navarra y los reinos de Indias— y la de Aragón —con Sicilia, Nápoles, Cerdeña y el Estado de los Presidios—, Portugal y sus territorios ultramarinos entre 1580 y 1640, los territorios del Círculo de Borgoña excepto 1598-1621 —Franco Condado, Países Bajos, más aparte Charolais—, el Milanesado, el marquesado de Finale, las Indias Orientales Españolas y el África española.
Su extensión temporal es utilizada de forma diversa, según la voluntad del autor que use la expresión, aunque es usual circunscribirla al período entre el comienzo del reinado conjunto de los Reyes Católicos en 1479 —también puede retrasarse su comienzo al inicio del reinado de Felipe II— y los tratados de Utrecht y Baden (1713-1714) y los Decretos de Nueva Planta (1707-1716), que produjeron una ruptura en el sistema e implantaron una mayor homogeneidad y centralización política, relegando el sistema polisinodial.

## Historia, elementos y caracterización

### Origen y formación
La Monarquía española nació en 1479 de la unión dinástica de la Corona de Castilla y de la Corona de Aragón por el matrimonio de sus respectivos soberanos Isabel I de Castilla y Fernando II de Aragón, conocidos como los Reyes Católicos. Desde entonces la monarquía católica, como fue conocida después de la bula papal de Alejandro VI de 1494, fue agregando diversos "Reinos, Estados y Señoríos" en la península ibérica, en el resto de Europa y en América hasta convertirse bajo los reyes de la Casa de Austria en la Monarquía más poderosa de su tiempo. En 1580 Felipe II incorporó a la Monarquía el reino de Portugal con lo que toda España —en una de las acepciones que adquiría este término entonces, aunque era también común, desde los Reyes Católicos, la identificación de España con las coronas de Aragón y Castilla— quedó bajo la soberanía de un único monarca. Como advirtió Francisco de Quevedo en España defendida, obra publicada en 1609, «propiamente España se compone de tres coronas: de Castilla, Aragón y Portugal».
En cuanto a su estructura, la Monarquía hispánica era una monarquía compuesta en la que los "Reinos, Estados y Señoríos" que la integraban estaban unidos según la fórmula aeque principaliter (o 'unión diferenciada'), "bajo la cual los reinos constituyentes continuaban después de su unión siendo tratados como entidades distintas, de modo que conservaban sus propias leyes, fueros y privilegios. «Los reinos se han de regir, y gobernar —escribe Solórzano— como si el rey que los tiene juntos, lo fuera solamente de cada uno de ellos» [...] En todos estos territorios se esperaba que el rey, y de hecho se le imponía como obligación, que mantuviese el estatus e identidad distintivos de cada uno de ellos". El respeto de las jurisdicciones territoriales no impidió un refuerzo de la autoridad y poder regio del monarca en cada reino en particular. A pesar del respeto y autonomía jurisdiccional, existía una política o directriz común que había de obedecerse encarnada por la diplomacia y la defensa, y en la que la Corona de Castilla ocupaba la posición central y preeminente sobre los demás.
Desde época de los Reyes Católicos se renovó un sentimiento de restaurar la Hispania romana o visigoda, que los reyes de León habían evocado con el título de Imperator totius Hispaniae, y los mismos reyes hicieron difusión de la recuperación de la antigua Hispania bajo el mismo monarca:

Los monarcas que unieron las Coronas de Castilla y Aragón intentaron revivir el antiguo recuerdo de una Hispania romana o visigótica con el fin de promover una fidelidad mayor hacia una históricamente resucitada España.
Elliott (2002, p. 75)

En 1478, el posible nacimiento de un hijo varón y por tanto heredero indiscutible de ambas Coronas [Castilla y Aragón] llenó a todos de gozo, [...] así los consellers de Barcelona enviaron una carta de felicitación al rey diciendo que el príncipe era «unió dels regnes e senyories». Estos sentimientos volvieron a aflorar a la muerte de Juan II, cuando se consumó la llegada al trono aragonés de Fernando. [...] los jurados de Valencia le expresan en una carta (12 de febrero de 1479) sus deseos de que en lo sucesivo «serem en grandissima bienaventurança e preservats de molts e infinits dans que de primer, per no esser Spanya juncta ab la dita Cassa serenissíma de Aragó, erem molt calumniats e vexats». [...] Algo que podemos resumir en esta frase de Antonio de Nebrija dedicada a los Reyes Católicos «Hispania tota sibi restituta est».
José María de Francisco Olmos, «La moneda napolitana de Fernando el Católico, documento propagandístico de la unidad de las Coronas», en la Revista General de Información y Documentación Vol. 11, 2-2001; páginas 151 y 152

### Periodo de los Austrias
La elección imperial de Carlos V supuso un cambio de orientación política, para liderar un Imperio universal cristiano, basado en establecer relaciones pacíficas entre la Cristiandad para guerrear contra el infiel, de lo que resultó la imposibilidad de crear un sistema de gobierno para el conjunto de sus territorios patrimoniales heredados; de esta manera, cada territorio mantuvo su administración particular ante las ausencias de su soberano. En España, a su regreso en 1522, llevó a cabo una reforma e implementación del sistema polisinodial vigente. Entre 1555 y 1556, Carlos I abdicó los territorios patrimoniales en su hijo Felipe II, pero este no regresó a España hasta 1559 hasta no resolver la cuestión de la guerra con Francia dejada pendiente por su padre. Desde entonces se impuso la política desde los intereses españoles que eran al fin y al cabo la base económica y humana para llevar a cabo los designios de la monarquía española, defensora de la fe católica.

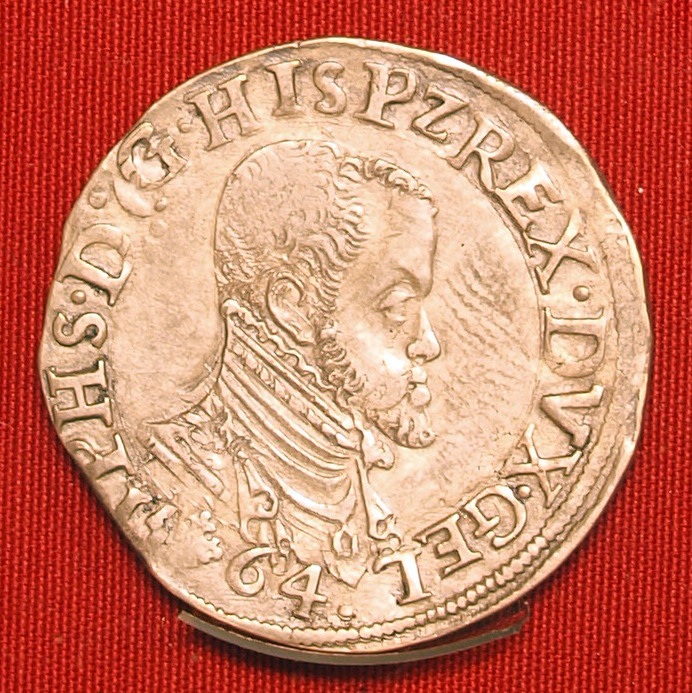
Moneda de los Países Bajos en la que el soberano, Felipe II, se titula rey de España y duque de Güeldres.

El monarca de los reinos españoles pasó a serlo también en los Países Bajos, Borgoña e Italia, de forma que la monarquía hispánica se constituyó como una unión de distintas entidades políticas territoriales, no solo de la península ibérica, sino también de Europa y fuera de Europa, teniendo así un carácter supranacional, pero en la que no había unidad jurisdiccional, y por tanto, el monarca respetaba las distintas jurisdicciones particulares de sus respectivos territorios. 
La Monarquía católica española quedó fundamentada pues, en su carácter confesional, supranacional, y que España, como ubicación de la corte, fuera el elemento central y primordial.

The Spanish monarchy too was a system of different territories, unified only by the person of the king. Among these territories it is difficult to identify constantly 'dominant' or 'dependent' territories, particularly in the fourteenth and fifteenth centuries. Spain itself, until the beginning of the eighteenth century, was a conglomeration of different kingdoms: Castile and León, Aragon and Navarre, to which from 1580 and 1640 Portugal was added.
La monarquía Española también fue un sistema de diferentes territorios, unidos solo por la persona del rey. Entre estos territorios es difícil identificar de firme territorios 'dominantes' o 'dependientes', particularmente en los siglos XIV y XV. España, hasta el comienzo del siglo XVIII, era un conglomerado de diferentes reinos: Castilla y León, Aragón y Navarra, a los que se añadió Portugal desde 1580 a 1640.
Reinhard y Blockmans (1996, p. 92)

Though his son, Philip II (1556-98), is often styled king of Spain, and he thought of himself as such, his was not a unified state, nor was he an absolute monarch. The various kingdoms on the Iberian Peninsula had their own financial regulations, currencies and customs barriers. As John Lynch observed, Fernando and Isabel gave Spain a common government but not a common administration. The king rule varied in structure and power from kingdom to kingdom, city to city [...] Philip's power over Aragon was far more attenuated than it was over Castile. The various states were united only in the person of the king.
Aunque su hijo, Felipe II (1556-98), se le designa a menudo como rey de España, y él pensaba de sí mismo como tal, no era un estado unificado, ni tampoco él fue un monarca absoluto. Los distintos reinos en la Península Ibérica tenían sus propios reglamentos financieros, monedas y barreras aduaneras. Como John Lynch advirtió, Fernando e Isabel dieron a España un gobierno común pero no una administración común. La autoridad del rey variaba en estructura y poder de reino a reino, de ciudad a ciudad [...] El poder de Felipe sobre Aragón fue mucho más atenuado del que tenía en Castilla. Los distintos estados estaban unidos solo en la persona del rey.
Juan de Ovando: governing the Spanish Empire in the reign of Phillip II, página 5.

Felipe II estableció un gobierno y una capital permanentes, así como desarrolló el sistema polisinodial. Con lo que a pesar de que en España no hubiera unidad jurisdiccional en su constitución interna, sin embargo sí existía una cierta unidad política que englobaba a todo el conjunto de esos territorios, a través de un aparato institucional dependiente del monarca, con instituciones distintas y superiores a los reinos de la Monarquía, y que fueron el sistema polisinodial de Consejos, el valido, los secretarios y los embajadores:

el gobierno de la monarquía en tiempos de felipe iv es una cuestión compleja, pues compleja era la Monarquía de los Austrias madrileños. De cuya singularidad nos da idea el extremo de que carecía de un nombre, que con visos de oficialidad, la identificara en cuanto tal. Nosotros convencionalmente la solemos denominar Monarquía hispánica; o bien utilizamos alguna de las denominaciones que para referirse a ella se generalizaron en los siglos XVI y XVII: Monarquía española, Monarquía católica, por la titulación pontificia de sus reyes, o Monarquía de España. Pero ante todo, e independientemente de la forma que nos refiramos a ella, estamos ante una Monarquía transoceánica, en la que, efectivamente, nunca se ponía el sol. A los territorios europeos y a los extensos dominios americanos o asiáticos de las Indias de Castilla, habían venido a sumarse, en 1580, Portugal y las dilatadas dependencias ultramarinas de la Corona lusitana, que más tarde se desgajarían del tronco común de la Monarquía del Rey Católico tras los acontecimientos de 1640. Así Felipe IV era cabeza de un conglomerado de coronas, reinos y estados de la más variada caracterización jurídica. Y en cada uno de ellos el monarca reinaba con diferente título y con distintos y desiguales poderes. [...] Coloquial y literariamente estaba extendida la expresión "Rey de España" o "de las Españas"; usándose indistinta y frecuentemente el singular y el plural, en latín y en castellano, en los documentos reales, ya fueran despachos o cartas. [...] (pág. 138) Por otra parte, en la documentación privativa de los distintos reinos y estados se utilizaba en ocasiones solo el título regio del territorio de que se tratara [...] Es precisamente esta -llamémosla- "constitución" interna de la Monarquía, que se fundamentaba en el estricto respeto a la configuración jurídica propia de los territorios que la integraban, la que intentó variar Olivares en su programa político.
Alcalá-Zamora (2005, pp. 137 y 138)

La peculiar constitución de la Monarquía española había hecho posible la diferenciación jurídica de las comunidades que agrupaba al respetar la constitución interna de los reinos o territorios que la integraban. [...] La Monarquía no entraña la uniformidad en orden al sistema de gobierno de los reinos y señoríos que abarca. Por el contrario, respeta la variedad de sistemas políticos y jurídicos. [...] Este respeto a las leyes, usos, costumbres y estilos de los reinos que integran la Monarquía no excluye la necesaria participación de los mismos en las empresas monárquicas.
Fernández y Andrés-Gallego (1986, p. 375)

Las Alteraciones de Aragón ponen de relieve los límites del poder real fuera del territorio castellano, así como los sentimientos de los aragoneses, que consideraban a los castellanos como extranjeros. El poderío de Carlos V y, mucho más, el de Felipe II es impresionante y, sin embargo, llama la atención la falta de coherencia de aquel cuerpo inmenso, formado por varias naciones que no tienen la impresión de pertenecer a una misma comunidad. El lazo lo constituye el monarca, asesorado por los Consejos territoriales: Consejo Real o Consejo de Castilla, Consejo de Indias, Consejo de Aragón, Consejo de Italia (separado del anterior en 1555), Consejo de Flandes, Consejo de Portugal... Existen organismos comunes: el Consejo de Guerra, el Consejo de Estado, pero que están vueltos más bien hacia los asuntos diplomáticos y militares. La gran política, la política exterior, es cosa exclusiva del soberano; a los pueblos solo se les exige que contribuyan con los impuestos.
Tuñón de Lara (1984, p. 201)

La Monarquía se administraba por medio de una descomunal burocracia que coronaban los doce consejos establecidos en Madrid. Algunos de estos Consejos, como el de Estado, poseían jurisdicción sobre todo el territorio de la Monarquía.
Alcalá-Zamora (2005, p. 94)

Dado que el absentismo real era un rasgo ineludible de las monarquías compuestas, era probable que el primer y más importante cambio que experimentase un reino o provincia anexionado a otro más poderoso que él, fuese la marcha de la corte, la pérdida de a categoría de capital de su ciudad principal y el cambio de monarca por un gobernador o virrey. Ningún virrey podía compensar la ausencia del monarca en estas sociedades de la Europa moderna, donde su presencia se consideraba decisiva. Sin embargo, la solución española de designar un consejo compuesto por consejeros autóctonos al servicio del rey palió en gran medida el problema, al proporcionar un foro en el que las opiniones y agravios locales pudieran manifestarse en la corte y el conocimiento local fuese tenido en cuenta a la hora de determinar una política. A un nivel más alto, el Consejo de Estado, compuesto en su mayor parte, pero no siempre en exclusiva, por consejeros castellanos, se mantenía en reserva como última instancia, al menos nominal, de toma de decisiones y de coordinación política atenta a los intereses de la monarquía en su totalidad. Esto no existía en la monarquía compuesta inglesa del siglo XVII.
Elliott (2002, p. 73)

Aunque no se realizó la unión jurídica, y en el interior de sus reinos los Reyes Católicos nunca usaron oficialmente el título de Reyes de España, desde el exterior se conoció a los Reyes Católicos como Reyes de España desde finales del siglo XV, como soberanos de una potencia internacional con una voz en el exterior, respaldada por un poder económico y militar.

Jurídicamente España no existía, lo que sí existía era el sentimiento de la pérdida de la unidad del territorio tras la invasión de los árabes, y la necesidad de volver a aquella época. [...] Esta situación hizo que en el interior de la península los Reyes Católicos nunca utilizaran el título de reyes de España, sin embargo las otras naciones europeas sí percibían que esa era la nueva realidad peninsular, y en numerosos documentos o tratados internacionales se dirigen a los reyes por este nuevo título. [...] Con esta concepción política y legal de mantenimiento de las estructuras jurídicas de cada territorio, y al mismo tiempo fomentando la idea de la recuperación del territorio común que en la antigüedad formó España, los Reyes Católicos entraron de lleno en la política internacional europea uniendo de forma indisoluble los intereses de ambas Coronas, [...], pero desde el exterior se percibía con claridad que en el territorio peninsular había una voz única en política exterior, respaldada por un gran poder económico y militar, capaz en un momento dado de utilizar tropas castellanas para defender intereses aragoneses. [...]
José María de Francisco Olmos, «Estudio documental de la moneda castellana de Juana la Loca fabricada en los Países Bajos (1505-1506)», en la Revista General de Información y Documentación Vol. 12, núm. 2 (2002); páginas 295-296

Los cronistas otomanos de los siglos XVI y XVII le designaban por su nombre de vez en cuando y más bien se referían a él como «Ispanya Krali», (el rey de España). La razón de este modo de actuar hay que buscarlo en el rechazo de Solimán al uso del título de «emperador» por parte de Carlos V.
Carlos V y Solimán el Magnífico: dos soberanos en lucha por un poder universal, Biblioteca Virtual Miguel de Cervantes.

Para Solimán, el tratado tenía además una importancia simbólica, por cuanto el texto ya no se refería a Carlos como "emperador" sino simplemente como "rey de España"
Imber (2004, p. 69)

Nu ist also, dat den Coninck van Spaengien, nae het overlijden van hooger memorie Keyser Kaerle de vijfde, van wien hy alle dese Nederlanden ontfanghen hadde, vergetende de diensten die so sijn Heer vader, als hy
Ahora por lo tanto, fue que el rey de España después del fallecimiento del emperador, su padre, Carlos V, de gloriosa memoria, del cual recibió todas estas provincias, olvidando los servicios hechos por el súbditos de estos países, tanto a su padre como a él mismo.
Plakkaat van Verlatinghe (1581).

Don Philippe der Vierdre Köning in Spanien
Philippus quartus Rex Hispaniae
Tratado de Westfalia entre España y las Provincias Unidas (6 de enero de 1648)

Trate con el señor de Bateuila, Embaxador Ordinario de España en aquella Corte
Gazeta de Madrid de 1 de enero de 1661

La separación de la también hispánica Portugal en 1640 y la pérdida de los territorios europeos por el Tratado de Utrecht en 1714 terminó haciendo restringir el concepto de España, en el que ya no estaba incluido Portugal. Desde el siglo XVIII, con la dinastía Borbón, suele utilizarse el término España y Monarquía española con mucha mayor frecuencia. Constitución Política de la Monarquía española fue el nombre que se escogió para titular el texto de la Constitución de Cádiz de 1812. 

En fin, el proceso iniciado con la Restauración portuguesa de 1640, formalizado jurídicamente en 1668 con el reconocimiento de la independencia de Portugal por Carlos II, queda consolidado tras la guerra de sucesión y el establecimiento de una nueva dinastía. España ha dejado de ser definitivamente la expresión geográfica e histórica, comprensiva de toda la Península, arraigada en una noble tradición clásica; España ha pasado a ser una entidad política que comparte, con otra entidad política llamada Portugal, el solar de la Hispania del Renacimiento.
Jover Zamora, Baldó i Lacomba y Ruiz Torres (1997, p. 88)

## Periodo de la Unión Ibérica
El término de Unión Ibérica procede de la historiografía moderna, desde 1580 a 1640 jamás se utilizó este término para referirse al periodo por el cual el Reino de Portugal fue anexado a la Monarquía Hispánica. Realmente no existe un término que no sea contemporáneo para referirse a este concepto. Bajo la Monarquía de España, Portugal mantuvo el mismo estatus que la Corona de Aragón dentro del sistema polisinodial, sin embargo, este pasó a ser conocido como Virreinato. Las colonias y posesiones portuguesas pasaron a administración del rey de España y los diplomáticos y soldados portugueses que intervenían con los gobiernos locales periféricos (ya sean africanos o asiáticos) siempre representaron al rey de la monarquía en su conjunto y nunca al Imperio portugués.

## Intitulación
En esta unión política de diversos reinos y territorios, unidos en torno al monarca, pero conservando sus respectivas entidades jurídicas se planteó el problema de la intitulación del soberano. 

### Las Españas y los títulos regios
Los Reyes Católicos establecieron en la Concordia de Segovia el gobierno conjunto de Castilla, así como la titulación. La intitulación era la heredada de sus predecesores, con la salvedad que se estableció la titulación de ambos reyes de forma conjunta y alternándose los títulos castellanos y aragoneses. Esta intitulación muestra que Fernando e Isabel rechazaron fundir las dos coronas de Castilla y Aragón en una única corona de España, dado el régimen jurídico tan distinto entre ambas, especialmente en la Corona de Aragón, cuyos reinos eran contrarios a la pérdida de su identidad jurídica.
Hernando del Pulgar indica que en el Consejo real existían partidarios de que los Reyes Católicos adoptasen el título de Reyes de España, ya que ambos se habían convertido en reyes de casi toda España. Un poco anterior a Hernando de Pulgar, Rodrigo Sánchez de Arévalo indicaba que la legitimidad de rey de España correspondería a los reyes de Castilla, como directos descendientes de los visigodos, además que la corona de Castilla ocupaba la mayor parte de lo que era Hispania.
Pero esta titulación fue rechazada. José María Maravall lo atribuye a la conveniencia de no dificultar con ello las relaciones diplomáticas con la Corona de Portugal, en tanto en cuanto la denominación de España englobaba también a Portugal, denominación que aún tenía vigencia incluso en época de la Guerra de Sucesión, cuando el monarca portugués entró a favor del archiduque Carlos. El historiador Joseph Perez, sin dejar de manifestar la improcedencia de utilizar, de manera formal, el título Rey de España, no contraviene en expresar la identificación común que en aquellos tiempos se hacía de España, y de la monarquía española, con la doble corona de Castilla-Aragón, en contraposición a Portugal. Así mismo, Perez indica que ya desde los Reyes Católicos, en el extranjero, se utilizaba el término España en relación con la unión de las Coronas de Castilla y Aragón.
En los Tratados publicados en la Gazeta de Madrid, nacida a mediados del siglo XVII, es fácil encontrar la utilización del título rey de España, así como una distinción del concepto de España con respecto a Portugal
La fórmula de la intitulación diplomática se fijó de forma más estable a partir de 1555-1556, tras las abdicaciones de Carlos V, que dejaban a su hijo Felipe II todos sus territorios, que no habían sido cedidos anteriormente.

Don Felipe, Por la gracia de Dios, Rey de Castilla, de León, de Aragón, de las dos Sicilias, de Jerusalén, de Navarra, de Granada, de Toledo, de Valencia, de Galicia, de Mallorca, de Menorca, de Sevilla, de Cerdeña, de Córdoba, de Córcega, de Murcia, de Jaén, del Algarve, de Algeciras, de Gibraltar, de las Islas Canarias, de las Indias Orientales y Occidentales, de las Islas y Terrafirme del Continente Oceánico, Archiduque de Austria, Duque de Borgoña, de Brabante, de Atenas y Neopatria y de Milán, Conde de Absburg, de Flandes, del Tirol y de Barcelona, Señor de Vizcaya y de Molina, etc.

Estos títulos variaban de un territorio a otro, y sufrieron pocas variaciones: entre 1554-1558, Felipe II fue monarca de Inglaterra iure uxoris, de modo que incorporó los títulos de los monarcas ingleses; y entre 1580-1668, los monarcas españoles añadieron los títulos portugueses, aunque desde la Restauração de 1640, ya no reinaban en Portugal. Por otra parte, entre los títulos se incluían aquellos que son de procedencia dinástica, heredados de sus antecesores, como rey de Jerusalén, duque de Atenas y Neopatria o archiduque de Austria. 
En esta diversidad de jurisdicciones y de títulos, la denominación de «las Españas» es la expresión que refleja por un lado la pluralidad de reinos y territorios de España originada en la Edad Media tras la desaparición de la Hispania antigua, por otro lado manifestaba un ideal político de restaurar y unir esa Hispania tras la finalización de la Reconquista en época de los Reyes Católicos. Las menciones a la Hispania antigua se refieren no tanto a la Hispania romana, sino más bien a la Hispania visigoda, ya que la Hispania romana había pertenecido al Imperio romano, y no existía interés en resaltar dependencia alguna con el Sacro Imperio Romano Germánico, al cabo heredero del Imperio romano; mientras que la Hispania visigoda había sido un reino unido, independiente y cristiano, y en definitiva el objetivo de la restauración de Hispania.
En relación con esto, aparece la denominación en monedas y medallas como Hispaniarum rex (rey de las Españas), con formulaciones incluso más lapidarias y rimbombantes: Philippus II catholicus, Hispaniarum Rex et Indiarum Nouiq' Orbis Monarcha Potentissimus.

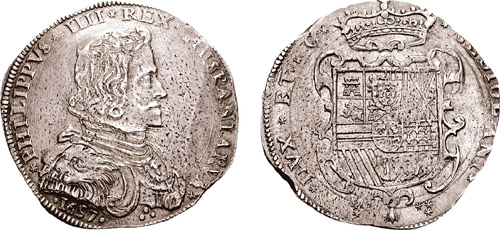
Moneda de plata: Philipvs iiii hispaniarvm rex. 1657. mediolani dvx et c (Felipe IV, rey de las Españas, duque de Milán).

El primer documento numismático donde se recoge la titulación hispánica para los Reyes Católicos son unas monedas acuñadas en Nápoles (1504), y luego Carlos I lo generalizará en sus nuevas monedas castellanas (escudo de oro de 1537) y americanas (México, 1535), lo cual llevó a una aceptación general del término, tanto en el interior de los reinos hispánicos como en el exterior.
José María de Francisco Olmos, «Las primeras acuñaciones del Príncipe Felipe de España (1554-1556): Soberano de Milán, Nápoles e Inglaterra», en la revista Documenta & Instrumenta de la Universidad Complutense de Madrid número 3 (2005), página 164

### El monarca católico
El título de Reyes Católicos fue concedido de forma personal a Isabel de Castilla y Fernando de Aragón por Alejandro VI en la bula Si convenit, expedida el 19 de diciembre de 1496 y redactada tras un debate en el Colegio Cardenalicio (2 de diciembre, con el consejo directo de tres de los cardenales —Oliviero Carafa de Nápoles, Francesco Todeschini Piccolomini de Siena, y Jorge da Costa de Lisboa—) en el que por primera vez recibieron el nombre de rey y reina de las Españas y en el que se barajaron y descartaron otros posibles títulos (defensores o protectores), las razones que el texto de la bula invoca para la concesión del título son: 
- La liberación de los Estados Pontificios y del feudo papal del Reino de Nápoles, invadidos por el rey Carlos VIII de Francia.
- Las virtudes personales de ambos reyes manifestadas en la unificación, pacificación y robustecimiento de sus reinos.
- La reconquista de Granada de manos del Islam.
- La expulsión de los judíos que no hubiesen aceptado o aceptasen el bautismo en 1492.
- Por los esfuerzos realizados por ambos monarcas en intentar llevar adelante la cruzada contra el Imperio turco, y la promesa de llevarla a cabo.[53]

En la bula Pacificus et aeternum de 1 de abril de 1517, el papa León X concedió el mismo título de rey católico al rey Carlos I, con lo que se le legitimaba el título real asumido por Carlos de forma ilegal.
Pero después Carlos I asumió el título más importante de emperador, y cuando lo sucedió su hijo Felipe II este recuperó el título de rey católico, y sus sucesores también lo siguieron utilizando, ya que así se evitaban cometer un error de derecho, porque no existía jurídicamente un reino de España, así como evitar herir la identidad nacional de los súbditos de sus diferentes dominios. Tras la abdicación del emperador Carlos V, los territorios de su sucesor, Felipe II, abarcaban territorios en Europa, por tanto, esta monarquía no era estrictamente hispánica, en tanto que incluía otras naciones como las italianas o borgoñona. Así pues, la designación del soberano como monarca católico no procede únicamente del título otorgado a los Reyes Católicos, sino de también para identificar de una manera común y válida a todas las naciones que formaban parte de la misma Monarquía.

#### Otros usos
La denominación de «católico» responde a una emulación entre las distintas monarquías autoritarias que se estaban formando en Europa Occidental: los reyes de Francia ya utilizaban el título de «rey cristianísimo» (Francia era la fille ainée de l'Eglise, la «hija mayor de la Iglesia»). En 1521 Enrique VIII de Inglaterra obtuvo el de «defensor de la Fe» (Defensor Fidei), por un libro polémico contra Lutero, Assertio septem sacramentorum, escrito con el auxilio de Tomás Moro.
Otra vertiente del nombre es su contribución a la idealización del pasado imperial en el pensamiento reaccionario español, a partir del carlismo (que acaba haciéndose sinónimo de «tradicionalismo» y denomina su versión de la monarquía como «Monarquía tradicional» o «católica») y de la aportación esencial de Marcelino Menéndez y Pelayo a finales del siglo XIX. Esta tendencia se sustanciará en el programa político de la derecha durante la segunda república (CEDA, Renovación Española) y contribuirá a la ideología nacionalcatólica del franquismo. Incluso Juan de Borbón, que podía considerarse la oposición monárquica al franquismo, unía los epítetos «tradicional» y «católica» a su ideal de monarquía liberal en su Manifiesto de Lausana de 1945.